# Републикански път III-1061
Републикански път IIІ-1061 е третокласен път, част от Републиканската пътна мрежа на България, преминаващ по територията на Благоевградска област, Община Благоевград. Дължината му е 3,7 km.
Пътят се отклонява наляво при 2,3 km на Републикански път III-106 непосредствено след моста над река Струма и се насочва на юг покрай десния бряг на реката. След 3,7 km достига до източната част на село Покровник, където се свързва с Републикански път III-1006 при неговия 3,9 km.